# Trois tristes tigres
Pour l’article homonyme, voir Trois tristes tigres (film).
Trois tristes tigres est le premier roman de l'écrivain cubain Guillermo Cabrera Infante, publié pour la première fois en 1964 sous le titre Vista del amanecer en el trópico et profondément remanié en 1967 sous le titre de Tres tristes tigres.

## Résumé
Écrit dans un souci de coller à la langue parlée afin de valoriser la grande richesse linguistique cubaine, le roman narre la vie nocturne de La Havane par le truchement des aventures rocambolesques de trois amis.

## Adaptations
En 1967, Alejandro Sieveking adapte le roman pour en faire une pièce de théâtre qu'adapte à son tour Raoul Ruiz en 1968 pour le film Trois tristes tigres (Tres tristes tigres).

## Prix
- Prix du Meilleur Livre étranger 1970